# May mắn

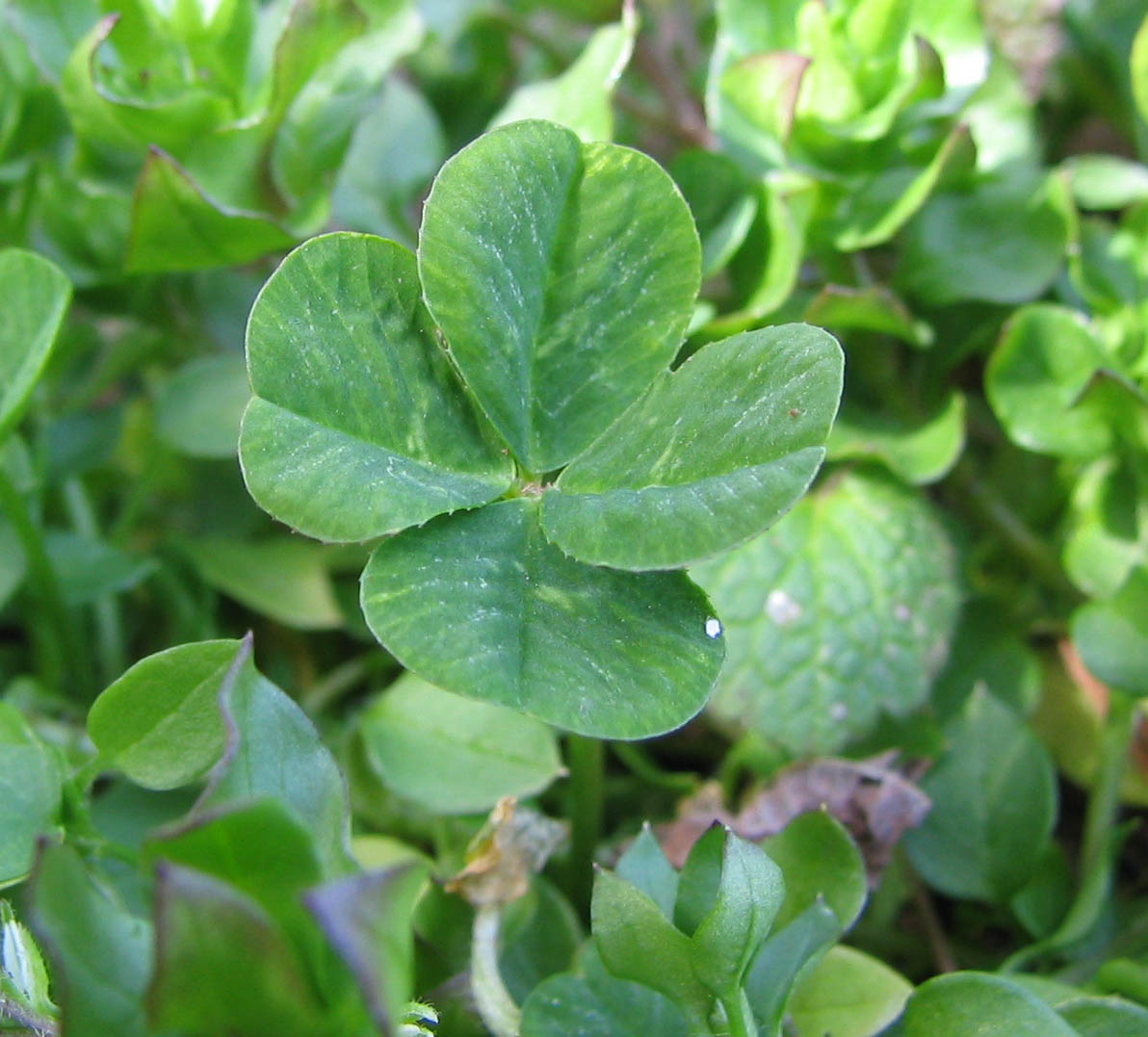
Trong văn hóa phương Tây, cỏ bốn lá thường được coi là tạo ra sự may mắn.

May mắn là hiện tượng xác định kinh nghiệm của các sự kiện đáng chú ý tích cực, tiêu cực hoặc không thể xảy ra. Giải thích theo chủ nghĩa tự nhiên là các sự kiện tích cực và tiêu cực xảy ra mọi lúc trong cuộc sống của con người, cả do quá trình tự nhiên và nhân tạo ngẫu nhiên và không ngẫu nhiên, và thậm chí các sự kiện không thể xảy ra có thể xảy ra do cơ hội ngẫu nhiên. Theo quan điểm này, "may mắn" hay "không may mắn" chỉ đơn giản là một nhãn mô tả chỉ ra sự tích cực, tiêu cực hoặc không có khả năng của một sự kiện.
Những diễn giải siêu nhiên về sự may mắn coi nó là một thuộc tính của một người hoặc đối tượng, hoặc kết quả của một quan điểm thuận lợi hoặc bất lợi của một vị thần đối với một người. Những cách giải thích này thường quy định làm thế nào sự may mắn hoặc không may mắn có thể có được, chẳng hạn như bằng cách mang một lá bùa may mắn hoặc hy sinh hoặc cầu nguyện cho một vị thần nào đó. Nói ai đó là "sinh ra với may mắn" có thể có nghĩa là, tùy theo cách giải thích, bất cứ điều gì từ đó họ được sinh ra trong một gia đình tốt hoặc hoàn cảnh tốt, hoặc họ thường trải qua những sự kiện tích cực không thể có được do một số tài sản vốn có hoặc sự ưu ái suốt đời của một nam thần hoặc nữ thần trong một tôn giáo độc thần hoặc đa thần.
Nhiều mê tín có liên quan đến may mắn, mặc dù những điều này thường đặc trưng cho một nền văn hóa nhất định hoặc tập hợp các nền văn hóa liên quan, và đôi khi trái ngược nhau. Ví dụ, biểu tượng may mắn bao gồm số 7 trong các nền văn hóa chịu ảnh hưởng của Kitô giáo, nhưng là số 8 trong các nền văn hóa chịu ảnh hưởng của Trung Quốc. Các biểu tượng và sự kiện không may mắn bao gồm vào và ra khỏi một ngôi nhà bằng các cánh cửa khác nhau trong văn hóa Hy Lạp, ném đá vào gió trong văn hóa Navajo và quạ trong văn hóa phương Tây. Một số các hiệp hội này có thể xuất phát từ các sự kiện hoặc mong muốn liên quan. Ví dụ, trong văn hóa phương Tây, việc mở một chiếc ô trong nhà có thể bị coi là không may mắn một phần vì nó có thể chọc vào mắt ai đó, trong khi bắt tay với một thợ lau ống khói có thể được coi là một phần may mắn vì đó là một điều tốt nhưng khó chịu do bản chất bẩn thỉu của công việc của họ. Trong văn hóa Trung Quốc, sự liên kết của số 4 (tứ) như một từ đồng âm với từ chết (tử) có thể giải thích tại sao nó được coi là không may mắn. Các hệ thống cực kỳ phức tạp và đôi khi mâu thuẫn trong việc quy định thời gian và sự sắp xếp tốt lành và không lành mạnh đã được nghĩ ra, ví dụ như phong thủy trong văn hóa Trung Quốc và hệ thống chiêm tinh học trong các nền văn hóa khác nhau trên thế giới.
Nhiều tôn giáo đa thần có các nam thần hoặc nữ thần cụ thể có liên quan đến may mắn, bao gồm Fortuna và Felicitas trong tôn giáo La Mã cổ đại (từ Fortuna liên quan đến các từ "fortune" trong tiếng Anh), Dedun trong tôn giáo Nubian, Bảy vị thần may mắn trong thần thoại Nhật Bản, nhân viên phục vụ thần thoại người Mỹ John Frum trong các hầm hàng của Polynesia và Alakshmi bất khả xâm phạm trong Ấn Độ giáo.

## Giải thích
May mắn được diễn giải và hiểu theo nhiều cách khác nhau.

### Như là sự thiếu kiểm soát
May mắn đề cập đến những gì xảy ra với một người nằm ngoài tầm kiểm soát của người đó. Quan điểm này kết hợp các hiện tượng là những sự kiện có thể xảy ra, ví dụ như nơi sinh của một người, nhưng ở đó không có sự không chắc chắn liên quan hoặc nơi không chắc chắn là không liên quan. Trong khuôn khổ này, người ta có thể phân biệt giữa ba loại may mắn khác nhau:
1. May mắn chắc chắn, nghĩa là may mắn với những yếu tố không thể thay đổi. Nơi sinh và sự di truyền là những ví dụ điển hình.
2. May mắn hoàn cảnh, với các yếu tố được đưa vào một cách ngớ ngẩn. Tai nạn và dịch bệnh là những ví dụ điển hình.
3. May mắn vô minh, đó là may mắn với những yếu tố người ta không biết. Ví dụ chỉ có thể được xác định trong nhận thức sau khi sự kiện đã xảy ra.

May mắn hoàn cảnh với sự tình cờ ngẫu nhiên của những khám phá và/hoặc phát minh thuận lợi là sự tình cờ.